# Larry Eugene DeBuhr
Larry Eugene DeBuhr ( 1948 - ) es un botánico, profesor estadounidense.

## Algunas publicaciones

### Libros
- 1973. Distribution and reproductive anatomy of Darlingtonia californica. Ed. Claremont Graduate School. 86 pp.
- 1976. Comparative stem anatomy of Drosera subgenus Ergaleium (Droseraceae). Ed. Claremont Graduate School. 190 pp.
- ----------, barbara Addelson, lydia Toth, susanne Reed. 1993. Aquatic ecology and water quality: a curriculum program for grades 4-8. Ed. Missouri Botanical Garden. 125 pp.

- La abreviatura «DeBuhr» se emplea para indicar a Larry Eugene DeBuhr como autoridad en la descripción y clasificación científica de los vegetales.[1]